# Wilma (inslagkrater)
Wilma is een inslagkrater op de planeet Venus. Wilma werd in 1997 genoemd naar Wilma, een Engelse meisjesnaam.
De krater heeft een diameter van 12,5 kilometer en bevindt zich tussen Manzan-Gurme Tesserae en inslagkrater Esterica in het quadrangle Bereghinya Planitia (V-8).